# L'Atavisme qui tue
Pour plus de détails, voir Fiche technique et Distribution.
L'Atavisme qui tue (Jungle Woman) est un film américain réalisé par Reginald Le Borg, sorti en 1944. Il s'agit de la suite de La Femme gorille.

## Fiche technique
- Titre original : Jungle Woman
- Réalisation : Reginald Le Borg
- Scénario : Edward Dein, Henry Sucher et Bernard Schubert
- Photographie : Jack MacKenzie
- Société de production : Universal Pictures
- Pays de production : États-Unis
- Format : Noir et blanc - 1,37:1 - Mono
- Genre : horreur
- Date de sortie : 
  - États-Unis : 1er juin 1944

## Distribution
- Acquanetta : Paula Dupree - la femme gorille
- Evelyn Ankers : Beth Mason
- J. Carrol Naish : Dr. Carl Fletcher
- Samuel S. Hinds : Coroner
- Lois Collier : Joan Fletcher
- Milburn Stone : Fred Mason
- Douglass Dumbrille : District Attorney
- Richard David : Bob Whitney
- Nana Bryant : Miss Gray
- Pierre Watkin : Dr. Meredith
- Christian Rub : George
- Alec Craig : Gardien
- Tom Keene : Joe